# Anne Viola Siebert

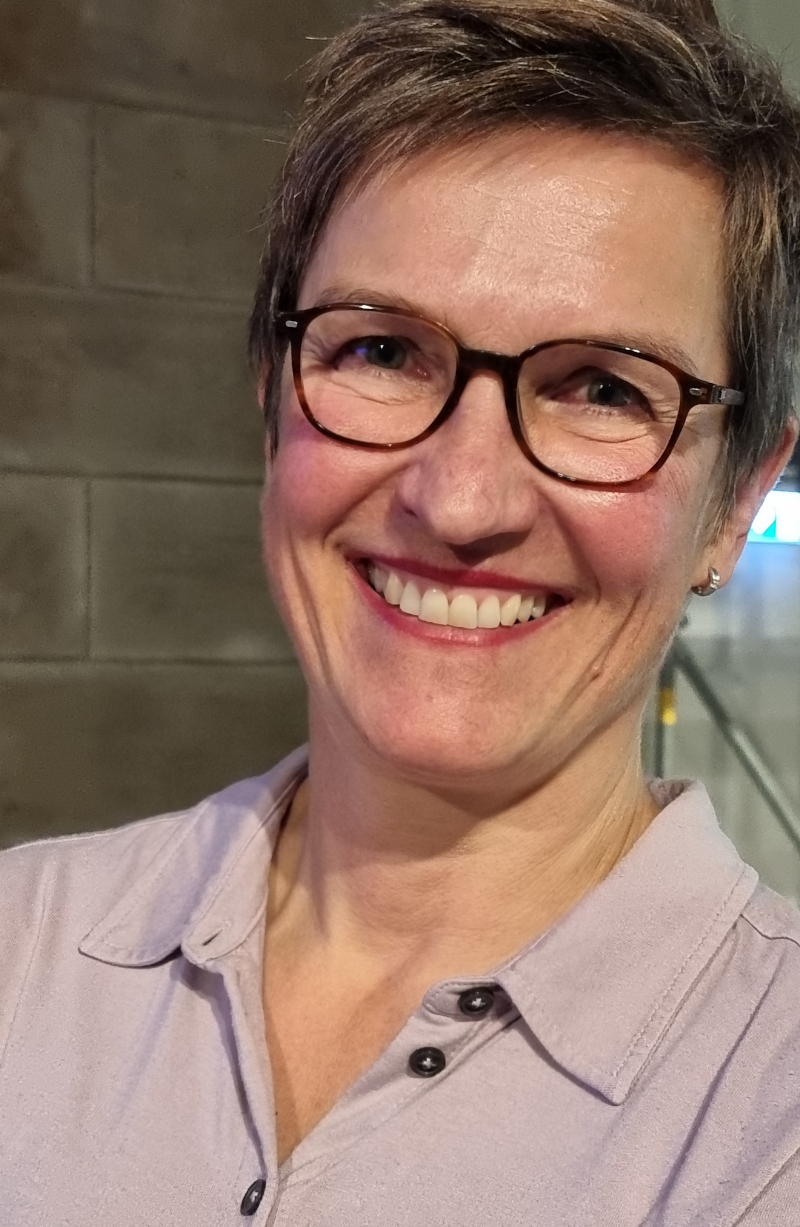
Anne Viola Siebert (2023)

Anne Viola Gudrun Siebert (* 1967) ist eine deutsche Klassische Archäologin.

## Werdegang
Anne Viola Siebert studierte Klassische Archäologie, Alte Geschichte sowie Ur- und Frühgeschichte an der Universität Münster. 1996 wurde sie bei Hans Wiegartz mit einer Dissertation zum Thema Instrumenta sacra. Untersuchungen zu römischen Opfer-, Kult- und Priestergeräten promoviert. Nach einem Volontariat am Westfälischen Museum für Archäologie in Münster ist sie seit 1999 für die Antikensammlung und die dazugehörige Sammlung altvorderasiatischer Artefakte des Museum August Kestner in Hannover verantwortlich. Die besonderen Interessens- und Forschungsschwerpunkte sind die römische Religionsgeschichte, Kulturgeschichte der Antike, antike Glyptik, Wissenschafts- und Forschungsgeschichte sowie die Biografie August Kestners.
In ihren Publikationen, musealen Ausstellungen und Online-Präsentationen widmet sie sich der Kontextualisierung und der Verbindung der archäologischen Museumsobjekte in Antike und Gegenwart.
Anne Viola Siebert ist die Nichte des Kleist-Forschers Eberhard Siebert.

## Schriften
- Instrumenta sacra. Untersuchungen zu römischen Opfer-, Kult- und Priestergeräten (= Religionsgeschichtliche Versuche und Vorarbeiten Band 44). de Gruyter, Berlin-New York 1999 ISBN 3-11-016126-5.
- Herausgeberin: Ausgewählte Objekte / Selected objects im Kestner-Museum Hannover, Kestner-Museum, Hannover 2000, ISBN 3-924029-30-X.
- Auf den Spuren von August Kestner, Kestner-Museum, Hannover 2003 (Museum Kestnerianum, Band 5), ISBN 3-924029-33-4.
- mit Christian E. Loeben: „Neue Kleider?!“ Begleitbuch zur gleichnamigen Ausstellung im Rahmen des Projektes „Hannover goes fashion“. Ein Projekt des Museums August Kestner und der Fachhochschule Hannover im Museum August Kestner, Landeshauptstadt Hannover und Museum August Kestner, Hannover 2008, ISBN 978-3-924029-46-3.
- August Kestner, Etrurien und die Etruskologie, Museum August Kestner, Hannover 2010 (Museum Kestnerianum, Band 14), ISBN 978-3-924029-49-4.
- Das antike Porträt. Bildnisabsicht und Bildniswirkung, In: Jaap Brakke (Hrsg.), That’s me! Das Portrait von der Antike bis zur Gegenwart, Landesmuseum Hannover, Hannover 2010, ISBN 978-3-929444-39-1, S. 110–117.
- Geschichte(n) in Ton. Römische Architekturterrakotten, Museum August Kestner, Regensburg 2011 (Museum Kestnerianum, Band 16), ISBN 978-3-7954-2579-1.
- Von Hannover in die Welt: Neues zu August Kestners Sizilien-Reise 1824, In: Hannoversche Geschichtsblätter N. F. 65, 2011, ISSN 0342-1104, S. 93–109.
- Mitherausgeberin: Nub Nefer. Gutes Gold. Gedenkschrift für Manfred Gutgesell (= Hannoversche Numismatische Beiträge Band 1), Leidorf, Rahden 2014, ISBN 978-3-86757-686-4.
- Gaben für die Götter, In: Franz Humer, Gabrielle Kremer (Hrsg.): Götterbilder – Menschenbilder. Religion und Kulte in Carnuntum, St. Pölten 2011 (Niederösterreichisches Landesmuseum, Katalog des Niederösterreichischen Landesmuseums, N. F., Nr. 498), S. 53–61.
- Vom Salon ins Museum. Die Sammlungen des hannoverschen Gesandten August Kestner (1777–1853) und die Anfänge des Museum August Kestner. In: Historische Anthropologie 23.2, 2015, ISBN 978-3-412-50195-2, S. 274–289.
- Der lange Weg zu einem Erinnerungsmal. Georg Friedrich Laves, August Kestner und die Waterloo-Säule in Hannover. In: Hannoversche Geschichtsblätter, N. F. 70, 2016, S. 52–65.
- Staying at Musignano. August Kestner and the excavations of the Principe di Canino. In: Ruurd Binnert Halbertsma (Hrsg.): The Canino Connections. The history and restoration of ancient Greek vases from the excavations of Lucien Bonaparte, Prince of Canino (1775–1840) (= Papers on Archeology of the Leiden Museum of Antiquities Band 16). Leiden 2017, ISBN 978-90-8890-499-8, S. 25–42.
- Tragik im doppelten Sinne. Philipp Lederer und die Sammlung des Berliner Baurats Adolf Schiller. In: Johannes Schwartz, Simone Vogt (Hrsg.): Spuren der NS-Verfolgung. Provenienzforschung in den Kulturhistorischen Sammlungen der Stadt Hannover. Wienand, Köln 2019, ISBN 978-3-86832-551-5, S. 160–163.
- „… so bringen wir noch in Hannover so viel zusammen, um den Geschmack zu wecken“. August Kestner als Kunstkenner und Sammler in Rom (1817–1853). In: Hannelore Putz, Andrea Fronhöfer (Hrsg.): Kunstmarkt und Kunstbetrieb in Rom (1750–1850). Akteure und Handlungsorte. De Gruyter, Berlin – Boston 2019, ISBN 978-3-11-062188-4, S. 211–240 (https://doi.org/10.1515/9783110624656).